# Jacquemontia sphaerocephala
Jacquemontia sphaerocephala är en vindeväxtart som beskrevs av Carl Daniel Friedrich Meisner. Jacquemontia sphaerocephala ingår i släktet Jacquemontia och familjen vindeväxter. Inga underarter finns listade i Catalogue of Life.